# Rue des Trois-Pistolets
La rue des Trois-Pistolets est une ancienne rue de Paris, aujourd'hui disparue, qui était située dans l'ancien 9e arrondissement, quartier de l'Arsenal, et qui est devenue la partie est de la rue Charles-V.

## Origine du nom
La rue doit son nom à une enseigne.

## Situation
Cette rue commençait aux 5-7, rue du Petit-Musc et finissait aux 7-4, rue Gérard-Beauquet et aux 1-2, rue Beautreillis ; elle faisait la continuation de la rue Neuve-Saint-Paul. Elle était située dans l'ancien 9e arrondissement dans le quartier de l'Arsenal.

## Historique
La rue des Trois-Pistolets est ouverte vers 1550.
Elle est citée sous le nom de « rue des Trois-pistolles » dans un manuscrit de 1636 ou le procès-verbal de visite indique qu'elle est « trouvée orde, salle et pleine de boues et immundices ». 
Un décret du 24 août 1864 donna le nom de « Charles V » à cette rue qui forma la partie est de la rue Charles-V.